# Marathon van Fukuoka 1990
De marathon van Fukuoka 1990 werd gelopen op zondag 2 december 1990. Het was de 44e editie van deze marathon. Aan deze wedstrijd mochten alleen mannelijke elitelopers deelnemen.
De Ethiopiër Belayneh Densamo finishte als eerste in 2:11.35.

## Uitslagen
| rang   | naam             | land | tijd    |
| ------ | ---------------- | ---- | ------- |
| Goud   | Belayneh Densamo | ETH  | 2:11.35 |
| Zilver | Tsutomu Hiroyama | JPN  | 2:11.37 |
| Brons  | Michael O'Reilly | ENG  | 2:14.01 |
| 4      | Ravil Kashapov   | URS  | 2:14.27 |
| 5      | Rustam Shagiev   | URS  | 2:14.29 |
| 6      | Manuel Matias    | POR  | 2:14.55 |
| 7      | Stephan Freisang | GER  | 2:15.16 |
| 8      | Hideki Kita      | JPN  | 2:15.36 |
| 9      | Mats Erixon      | SWE  | 2:15.43 |
| 10     | Takashi Kaneko   | JPN  | 2:16.19 |

1947 ·
1948 ·
1949 ·
1950 ·
1951 ·
1952 ·
1953 ·
1954 ·
1955 ·
1956 ·
1957 ·
1958 ·
1959 ·
1960 ·
1961 ·
1962 ·
1963 ·
1964 ·
1965 ·
1966 ·
1967 ·
1968 ·
1969 ·
1970 ·
1971 ·
1972 ·
1973 ·
1974 ·
1975 ·
1976 ·
1977 ·
1978 ·
1979 ·
1980 ·
1981 ·
1982 ·
1983 ·
1984 ·
1985 ·
1986 ·
1987 ·
1988 ·
1989 ·
1990 ·
1991 ·
1992 ·
1993 ·
1994 ·
1995 ·
1996 ·
1997 ·
1998 ·
1999 ·
2000 ·
2001 ·
2002 ·
2003 ·
2004 ·
2005 ·
2006 ·
2007 ·
2008 ·
2009 ·
2010 ·
2011 ·
2012 ·
2013 ·
2014 ·
2015 ·
2016 ·
2017